# Йоганн Вільгельм (курфюрст Пфальцу)
Йоганн Вільгельм (нім. Johann Wilhelm von der Pfalz; 19 квітня 1658 — 8 червня 1716) — 19-й курфюрст Пфальцу, герцог Юліх-Берзький (як Йоганн-Вільгельм II), пфальцграф і герцог Пфальц-Цвайбрюкен-Нойбурзький в 1690–1716 роках.

## Життєпис

### Курпринц
Походив з династії Рейнських Віттельсбахів, Цвайбрюкенської гілки. Старший син Філіппа Вільгельма, герцога Пфальц-Нойбургу, і Єлизавети Амалії Гессен-Дармштадтської. Народився 1658 року в Дюссельдорфі. Освіту здобув у єзуїтських колегіумах.
У рамках зміцнення союзу з імператором, 1674 року одружився з представницею династії Австрійських Габсбургів. 1680 року призначається намісником Юліського і Берзького герцогств. 1686 року увійшов до лицарства Золотого руна. 1687 року стає губернатором в Гайдельберзі, де почав проводити політику рівноправності католиків й протестантів, що викликало збурення. 1689 року помирає його дружина.

### Курфюрст
1690 року після смерті батька успадкував трон Пфальцу, Юліху і Бергу. В цей час значна територія Пфальцу опинилася під окупацією французькими військами, а на іншій тривалі бойові дії. Тому резиденцією Йоганна Вільгельма став Дюссельдорфский замок в столицю герцогства Берг. Невдовзі курфюрст за 300 тис. талерів заклав вюрцбурзькому єпископу місто Боксберг.
1691 році в Ульмі одружився з представницею тосканської династії Медічі, отримавши як посаг 300 тис. скудо. У 1692 році вагітна курфюрстиня пережила викидень. До того ж Йоганн Вільгельм заразив дружину сифілісом, що, на думку самої Анни Марії Луїзи, зробило її безплідною. Проте, шлюб їх хоч і був бездітним, але виявився щасливим; багато в чому, завдяки тому, що у чоловіка та жінки були спільні інтереси — театр і музика.
Після закінчення 1697 року війни за Пфальцьку спадщину домігся повернення йому зайнятих французькими військами територій. Як компенсацію Йоганн Вільгельм отримав також графство Меген.
Невдовзі в Європі постало питання щодо спадщини великої Іспанської імперії. В цій ситуації Йоганн Вільгельм опинився на боці імператора Священної Римської імперії. 1701 року, з початком Війни за Іспанську спадщину активно допомагав австрійським військам. В результаті зумів зайняти Верхній Пфальц і графство Кам, відвоювавши їх у Баварії — союзника Франції.
Ревний католик, Йоганн Вільгельм був малопопулярним у Пфальці, де проживало багато протестантів, і вважав за краще проводити час в своїх північних володіннях, в Юліху і Бергу (особливо в Дюссельдорфі). Тут він будує чудові палаци Бенсберг і Шветцінген, а також займався перебудовою Дюсельдорфського палацу. Став фактичним засновником Дюссельдорфської картинної галереї, для якої наказав збудувати окрему будівлю. Сюди накахзав перенести усі картини з підвладних замків, в подальшому активно купував картини в усій Європі, витрачає на це величезні кошти.
У 1705 році, на прохання курфюрста Бранденбурга, він, будучи католиком, дарував в своїх володіннях свободу віросповідання протестантам, які втекли з французького королівства після Нантського едикту. 29 вересня 1708 курфюрст відновив дію ордена Святого Губерта. 
1711 року після смерті імператора Йозефа I призначений імператорським вікарієм. Того ж року під час обрання нового імператора підтримав в Франкфурт-на-Майні кандидатуру Карла VI Габсбурга. 1714 році за результатами війни за Іспанську спадщину вимушений був повернути Баварії Верхній Пфальц і графство Кам.
Помер 1716 року. Був похований в церкві Св. Андрія в Дюссельдорфі. Після його смерті курфюрстом Пфальца став його молодший брат Карл Філіп.

## Меценатство
Заохочував мистецтва, є засновником Дюсельдорфської картинної галереї. Придворними художниками курфюрста були Ян Франс ван Дувен, Йоганн і Адріана Шпільберги, Еглон ван дер Неєр, Адріан ван дер Верфф, Рахел Рюйш, Ґотфрід Схалкен, Ян і Марія Венікс.

## Родина
1 Дружина — Марія Анна, донька Фердинанда III Габсбурга, імператора Священної Римської імперії.
Діти:
- син (1683), помер при пологах
- син (1686), помер при пологах

2 Дружина — Анна Марія Луїза, дочка герцога Тоскани Козімо III Медічі
Діти: не було.